# Аеропорт Джона Вейна
Аеропорт Джона Вейна (IATA: SNA, ICAO: KSNA, FAA ідент. місц.: SNA) – аеропорт для комерційної та цивільної авіації, який обслуговує Округ Орендж та Великий Лос-Анджелес. Аеропорт розташований у неінкорпоративному районі округу Орендж та приналежить і керується повітом. Спочатку мав назву Orange County Airport. У 1979 році рада наглядових органів округу Орендж перейменувала аеропорт на честь актора Джона Вейна, який жив неподалік та помер у цьому році. У 1982 році у терміналі аеропорту було встановлено статую Джона Вейна.
Аеропорт Джона Вейна має дві злітно-посадкові смуги. Основна – 2L/20R (довжина 5701 футів/1738 метрів) є однією з найкоротших у будь-якому аеропорті США. Інша смуга – 2R/20L (довжина 2887 футів/880 метрів) обслуговує літаки цивільної авіації.
Аеропорт знаходиться у 14 милях (23 км) від найбільшої туристичної атракції округу Орендж – Діснейленд.